# Карл Віман
Карл Віман (англ. Carl Wieman; нар. 26 березня 1951, Корвалліс, США) — американський фізик. Лауреат Нобелівської премії з фізики в 2001 році (разом з Еріком Корнеллом та Вольфгангом Кеттерле) за одержання Бозе — Ейнштейнівського конденсату.

## Біографія
Віман навчався в Массачусетському технологічному інституті та в Стенфордському університеті. Був нагороджений медаллю Лоренца в 1998 році. Від 2007 року працює в Університеті Британської Колумбії. Віман приділяє багато уваги покращенню наукової освіти і посідає посаду голови Ради з наукової освіти Академії наук США.